# Mimouna
La mimouna (hébreu : מימונה, arabe : ميمونة) est une fête populaire observée depuis environ trois siècles par les communautés juives originaires d’Afrique du Nord au sortir du dernier jour de Pessa'h, Isrou 'Hag Pessa'h. Elle a pris une ampleur particulière en Israël, où elle atteint des proportions quasi nationales.
Elle célèbre les retrouvailles entre voisins qui, au vu des nombreuses opinions et coutumes concernant l’interdiction de consommer du hametz, s’étaient abstenus de partager leurs repas au cours de la semaine de Pessa'h. Les aliments à base de pâte levée y tiennent donc une place de choix.

## Origine du mot
L'étymologie de mimouna n'est pas connue avec certitude : certains suggèrent le nom de Rav Maïmon ben Yossef HaDayan, le père de Moïse Maïmonide, car la Mimouna tombe le jour anniversaire de son décès; d'autres, le mot arabe Mimoun (chance), car le jour serait propice aux mariages; d'autres encore, le mot hébreu emouna (croyance), car le peuple réaffirme sa croyance que « c'est en Nissan qu'Israël fut délivré, et  c'est dans un Nissan à venir qu'il sera délivré ».
La fête fut célébrée de façons diverses et variées parmi les communautés juives du Maroc à la Libye, à partir du XVIIIe siècle EC, et présente quelques analogies avec les rituels du nouvel-an berbère (Yennayer) ou turco-irano-persan (Norouz).

## Dans les sources juives
(avril 2011).
Ce jour est célébré pour signifier la rupture avec la Pâque, pendant laquelle les communautés juives avaient pris sur elles de ne pas manger hors de chez soi, afin de diminuer le risque de consommer du 'hametz par inadvertance, voire d'entrer en contact avec ces aliments prohibés pendant la fête. En ouvrant tout grand les portes de leurs maisons le soir et en accueillant les voisins chez eux, l'on signifie à ses voisins que cet isolement n'était que le fait d'une 'houmra (mitzva observée avec plus de scrupules qu'il n'est prescrit), non d'une querelle. De plus, l'antique célébration d'Isrou 'Hag, dont dérive la Mimouna, prescrit de célébrer l'issue des fêtes juives de pèlerinage par un festin,,.
Il existe d'ailleurs une tradition de voisinage au Maroc qui est que le premier pain d'après Pâque introduit dans la maison est une offrande des voisins musulmans qui apportent à leurs voisins juifs un aliment qui ne peut être fabriqué dans une maison juive tant que la fête de Pessa'h n'est pas complètement terminée (apparition des étoiles dans le ciel, assez tardive au printemps).
Lors de la Mimouna, il est d'usage de préparer des mets à base de farine (couscous et moufleta), prohibée pendant toute la durée de Pessa'h. La table est disposée et décorée de façon symbolique, avec une emphase particulière sur le chiffre 5 (khamsa). On y trouve souvent un poisson (symbolisant la fertilité), du lait, du miel, de la farine, des épis de blé, des billets de banque ou des pièces de monnaie. Dans certaines communautés (chez les Juifs originaires d'Algérie), il est d'usage le jour de la mimouna de se rendre au cimetière ainsi que dans une forêt, dans les parcs.
En 2006, la communauté juive marocaine de Paris a célébré la fête publiquement, pour la première fois.